# I se spunea „Buldozerul”
I se spunea „Buldozerul” (în italiană Lo chiamavano Bulldozer, în engleză They Call Him Bulldozer) este un film comic de acțiune italian din 1978, regizat de Michele Lupo și avându-l în rolul principal pe Bud Spencer.
Bulldozer este un marinar care fusese anterior o vedetă de fotbal american; obligat să rămână în portul Livorno în urma unui accident, el se implică într-o întrecere sportivă.

## Rezumat
Un marinar singuratic (Bud Spencer), fost superstar de fotbal american supranumit Bulldozer, care s-a retras brusc din lumea sportului, a fost forțat să se oprească în portul Livorno din cauza unor pagube produse la motorului ambarcațiunii sale de periscopul unui submarin american care i-a străpuns carena. Aici, militarii conduși de sergentul Kempfer de la baza americană apropiată Camp Darby provoacă scandaluri în oraș, consumând fără să plătească și distrugând localurile. Militarii și băieții localnici nu pierd ocazia de a se înfrunta, primii folosind propriile metode, iar ceilalți (incapabili să se apere cu pumnii) le fac farse. Din cauza șederii sale forțate, Bulldozer este nevoit să-l provoace la skanderberg pe sergentul Kempfer pentru a câștiga bani cu care să cumpere un nou injector pentru ambarcațiunea sa. El îl învinge pe sergent, fiind declanșat apoi un scandal inevitabil în timpul căreia Bulldozer dispare. Forța loviturilor marinarului îl fac să fie îndrăgit de băieții localnici care provoacă a doua zi o nouă bătaie cu americanii pentru a le da o lecție.
Piesa de schimb pentru motorul bărcii, un injector Thompson, este disponibilă numai de la magazinele armatei SUA, dar sergentul Kempfer, antrenorul echipei de fotbal a unității, refuză să i-o vândă. În plus, sergentul vrea să se răzbune pe el pentru că și-a pierdut toate ecoomiile cu ani în urmă atunci când a pariat la un meci de fotbal în care Bulldozer nu a mai jucat. În timp ce marinarul își caută o altă piesă, băieții localnici acceptă o provocare de a juca un meci de fotbal cu americanii, cu un premiu important de bani. Italienii trebuie să înscrie doar un singur punct pentru a câștiga provocarea. Aflând că Bulldozer a fost un superstar al fotbalului american, ei îl roagă să-i antreneze, dar marinarul refuză spunându-le că urmează să plece din port.
În ziua anterioară plecării sale, Bulldozer îl salvează pe Spitz, unul dintre băieți, de niște huligani și îi spune motivul inexplicabilei sale retrageri din fotbal: aranjamentul făcut de proprietarii echipelor pentru a câștiga bani din pariuri. El înțelege cât este de importantă provocarea pentru Spitz și pentru băieți și acceptă în cele din urmă să rămână (injectorul montat la motor fiind o rablă) și să-i antreneze din greu. Atunci când Kempfer afla aceasta, încearcă să arate un minim de "fair-play", oferindu-băieții căști de protecție, uniforme și mingi ovale pentru toți, fiind fericit că va avea ocazia să se răzbune pe dușmanul său. Băieții îi răspund lui Kempfer cu una dintre glumele lor obișnuite.
Echipa, cu toate acestea, este slabă și nu are în primul rând calități fizice; Bulldozer începe un antrenament dur de călire a jucătorilor. Echipa se strânge în jurul lui Gerry, hoțul care avea o agilitate formidabilă, și a Ursului, care avea forță fizică. Spitz, cu toate acestea, nu acceptă sub nici o formă ca Ursul să intre în echipă, deoarece acesta i-a bătut în numeroase ocazii mai înainte, astfel încât abandonează echipa pentru un timp și se ocupă cu jocurile de noroc. În ziua meciului, Bulldozer intră în vestiar și încearcă să-i liniștească pe tinerii vizibil tensionați și speriați, spunându-le că această senzațiue este una normală, iar depășirea ei îi va face să devină o adevărată echipă. După un început liniștit de meci, soldații americani trec la un joc dur, accidentându-i pe rând pe jucătorii antrenați de Bulldozer. Deranjat de violența excesivă și nejustificată a echipei lui Kempfer, Bulldozer își pune casca în cap și intră pe teren ca jucător, întreaga echipă punându-și speranța în el. Surprins de această mișcare neașteptată, Kempfer face exact același lucru, dar Bulldozer îi depășește cu duritate pe toți soldații americani și înscrie singurul punct al echipei sale.
Filmul este inspirat din The longest yard, film american din 1974 regizat de Robert Aldrich.

## Distribuție
- Bud Spencer - Bulldozer
- Raimund Harmstorf - sergentul Kempfer
- Joe Bugner - Alberto Sarticoli Ursul
- Ottaviano Dell'Acqua - Gerry
- René Kolldehoff - colonelul
- Gigi Reder - Curatolo
- Luigi Bonos - mecanicul
- Marco Stefanelli - Tony
- Giovanni Vettorazzo - Spitz
- Nando Paone - Ghigo
- Riccardo Pizzuti - marinarul Simmons
- Claudio Ruffini - marinar
- Enzo Santaniello - băiatul cu părul roșu
- Totò Mignone - directorul localului (tatăl lui Tony)
- Carlo Reali - comentatorul meciului
- Vincenzo Maggio - directorul cazinoului
- Roberto Dell'Acqua - jucător la cazinou
- Piero Del Papa - bărbierul
- Luciano Bonanni - Osvaldo, vânzătorul de obiecte furate
- Fortunato Arena - gardianul lui Osvaldo
- Artemio Antonini - gardianul lui Osvaldo
- Osiride Pevarello - chelnerul de la restaurantul Galeone
- Nello Pazzafini - paznicul cazinoului
- Pietro Torrisi - bandit coleg cu Ursul
- Renato Chiantoni

### Dublaje în limba italiană
- Glauco Onorato - Bulldozer
- Ferruccio Amendola - sergentul Kempfer
- Sergio Fiorentini - Ursul
- Piero Tiberi - Gerry
- Massimo Giuliani - Spitz
- Arturo Dominici - Osvaldo
- Sandro Acerbo - băiatul cu părul roșu
- Vinicio Sofia - generalul

## Dublaj
În acest film, Bud Spencer este dublat, ca în majoritatea filmelor, de Glauco Onorato.

## Muzică
Coloana sonoră scrisă de Spencer însuși este interpretată de Oliver Onions. În film apare un cântec a cărui temă va fi „reciclată” în 1979 pentru cel de-al doilea sezon al serialului de televiziune britanic Space: 1999.